# Moviment Democràtic i Popular de Mindanao

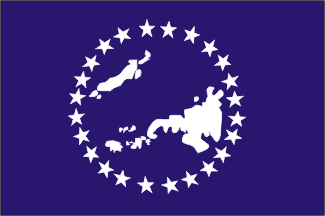
Bandera proposada per la República Federal de Mindanao, 1986

El Moviment Popular Democràtic de Mindanao (Mindanao People’s Democratic Movement) fou una organització política del sud de les Filipines.
El febrer de 1986 el president Ferdinand Marcos fou expulsat del poder per l'anomenada Revolució EDSA. Els líders de Mindanao, cristians i musulmans, dirigits per Atty Reuben Canoy, cap de l'Aliança de Mindanao, es va trobar en oposició al govern revolucionari de Cory Aquino, i van decidir fer un pas vers la independència llançant un manifest el 13 de març de 1986 que declarava a Mindanao, Basilan, Camiguin, Sulu, Tawi-Tawi i Palawan abandonades pel govern filipí i formava el Mindanao People’s Democratic Movement per reforçar la unió de musulmans i cristians, promoure la pau, desenvolupar la regió i formar un govern democràtic sota una constitució.
Inicialment es va considerar la creació de la República de Minsupala (Mindanao-Sulu-Palawan). El 3 d'abril de 1986 una conferència a la ciutat de Davao va decidir el que s'havia de fer; molts governadors i destacats polítics es van pronunciar per la independència. El MNLF-reformista va cooperar.
La declaració de Davao establia la intenció de proclamar la República Federal de Mindanao. Encara que l'intent no va prosperar va obrir la via a una nova etapa del moviment independentista.
La constitució de Mindanao fou presentada a l'ONU el 16 de juliol de 1986, signada pels 500 delegats que van assistir a la conferència del 25 d'abril de 1986 incloent alguns governadors provincials (Davao del Sud, Zamboanga del Sud, Cotabato del Nord). El govern filipí es va oposar a la iniciativa